# Maniere elegante
Maniere elegante este un film românesc din 1985 regizat de Ion Popescu Gopo.